# No sé si cortarme las venas o dejármelas largas
Pour plus de détails, voir Fiche technique et Distribution.
No sé si cortarme las venas o dejármelas largas est un film mexicain réalisé par Manolo Caro, sorti en 2013.

## Synopsis
Deux détonations retentissent, l'un pour un possible homicide et l'autre pour un suicide. Le premier, parce que Nora pointe un pistolet contre son époux Aarón, qui lui a été infidèle et le second parce que Félix est tombé dans la dépression car il n'est pas soutenu par sa fiancée alors qu'il ne peut plus jouer au football. À partir de ce moment-là, l'histoire remonte à huit mois auparavant.
Nora, Aarón, Julia et Lucas sont amis et voisins. Le premier couple est formé par Nora y Aarón. C'est un couple récent mais miné par les infidélités d'Aarón. Le second couple est formé de Julia, qui aspire à devenir chanteuse, et de Lucas, un dessinateur de mode. Ils se sont mariés par convenance afin de dissimuler l'homosexualité de Lucas à la famille. L'arrivée d'un nouveau locataire, Félix, un ancien footballeur qui a arrêté son sport à cause d'une blessure à la jambe, parvient à rompre l'apparente tranquillité qui règnait dans l'immeuble...

## Fiche technique
- Titre français : No sé si cortarme las venas o dejármelas largas
- Réalisation : Manolo Caro
- Scénario : Manolo Caro
- Pays d'origine :  Mexique
- Genre : Comédie
- Date de sortie : 2013

## Distribution
- Ludwika Paleta : Nora
- Luis Ernesto Franco : Félix
- Luis Gerardo Méndez : Lucas
- Raúl Méndez : Aarón
- Zuria Vega : Julia
- Rossy de Palma : Lola
- Livia Brito : Chantal
- Erick Elias : Amigo Aarón
- Marimar Vega : Andrea
- África Zavala : Camila
- Claudia Álvarez : Ana